# Županec
Županec falu Horvátországban, Varasd megyében. Közigazgatásilag Mali Bukovechez tartozik.

## Fekvése
Ludbregtől 9 km-re északkeletre, községközpontjától Mali Bukovectől 2 km-re délre a Drávamenti-síkság keleti részén fekszik. Központját egy háromszög alakú térség képezi, ahova az újabb időkben a Rózsafüzér királynője kápolna épült.

## Története
A települést 1523-ban "Hebovec", míg 1553-ban "Hlebovec" néven említik. A 16. században a török támadások következtében elpusztult és csak a 17. században telepítették újra. 1643-ban lett a Draskovich család birtoka. 1787-ben az első népszámláláskor 20 házat, 124 felnőtt és 32 gyermekkorú lakost találtak a településen. Megemlítik Szűz Mária tiszteletére szentelt kápolnáját is. 1857-ben 237, 1910-ben 370 lakosa volt. 1920-ig Varasd vármegye Ludbregi járásához tartozott. 1931-ben 412 fővel érte el történetének legnagyobb lakosság számát. 2001-ben 74 háza és 217 lakosa volt, akik főként mezőgazdasággal foglalkoztak.

## Nevezetességei
- A Rózsafüzér Királynője tiszteletére szentelt új kápolnája a falu közepén.

- A Draskovich család Szűz Mária tiszteletére szentelt 18. századi temetőkápolnája[2] a falutól délre fekvő Križančija-erdőben található. Kápolnát már a 14. század óta említenek ezen a helyen, melyet Draskovich János 1731-ben családi mauzóleumként állíttatott helyre. Nyugat-keleti tájolású, centrális, háromkaréjos épület. A hajó egy kör alakú alaprajzú, magas kupola alatt található, amelyhez oldalról félköríves kápolnák csatlakoznak, a kápolnát kereszt alaprajzúvá alakítva. A főhomlokzaton kiemelkedik a szegmentális bejárat két oldalán szoborfülkékkel és a kisméretű, hagyma alakú sisakkal ellátott torony.

- A faluban fennmaradt néhány a 20. század elején épített tradicionális parasztház.

## Külső hivatkozások
- A község hivatalos oldala